# Симпсон, Джон
Джон Симпсон (англ. John Philip Simpson) (1782 — 1847) — британский художник, известный своими портретами.

## Ранняя жизнь и образование
Симпсон родился в Лондоне в 1782 году. Учился в Королевской Академии и в течение нескольких лет был помощником сэра Томаса Лоуренса. С 1807 года являлся частным экспонентом в Королевской Академии и на других выставках. В 1834 году получил заказ и уехал в Лиссабон, где стал художником при дворе королевы Португалии.

## Карьера
В конце XIX века биограф Сидни Ли считал что Симпсон был «довольно искусный портретист и художник, и что его портреты не без власти, но не хватает инстинкта и проникновения». Симпсон умер в своём доме на Карлайл, Сохо в 1847 году. Он оставил двух сыновей которые практиковались в качестве художников. Один из них, Чарльз Симпсон умер молодым в 1848 году, написав несколько пейзажей для выставки в Лондоне. Второй сын, Филипп Симпсон, был студентом Королевской Академии, и имел некоторый успех с 1824 по 1857. Одна из его работ под названием «I will fight», была выставлена в галерее Суффолк в 1824 году и сейчас находится в коллекции Таунсенда в Музее Южного Кенсингтона.

## Наследие
Его картина Пленный раб была приобретена Художественным институтом Чикаго в 2008 году. Она не выставлялась для общественности в течение 180 лет.